# Reality Labs
Reality Labs（旧Oculus VR）は、Meta Platforms（旧Facebook Inc.）の事業および研究部門であり、バーチャルリアリティ（VR）および拡張現実（AR）のハードウェアとソフトウェアを開発している。
主な製品として、QuestなどのVRヘッドセットや、Horizon Worldsのようなオンラインプラットフォームがある。
2022年6月には、以前までMeta AIの一部だったいくつかの人工知能（AI）プロジェクトがReality Labsに移管された。これにはMetaのAI研究所であるFAIR（Fundamental AI Research）も含まれ、現在はReality Labs - Research（RLR）部門の一部となっている。
Reality Labsは、Meta Platformsがいくつかのプロジェクトを統合し、複数の企業を買収した結果として設立された。この中には、トーマス・リアドンが設立したCTRL-Labsや、2012年にパルマー・ラッキー、ブレンダン・アイリーブ、マイケル・アントノフ、ネイト・ミッチェルによって設立された、ビデオゲーム用のVRヘッドセットを開発していたOculusが含まれている。

## 歴史

### 設立

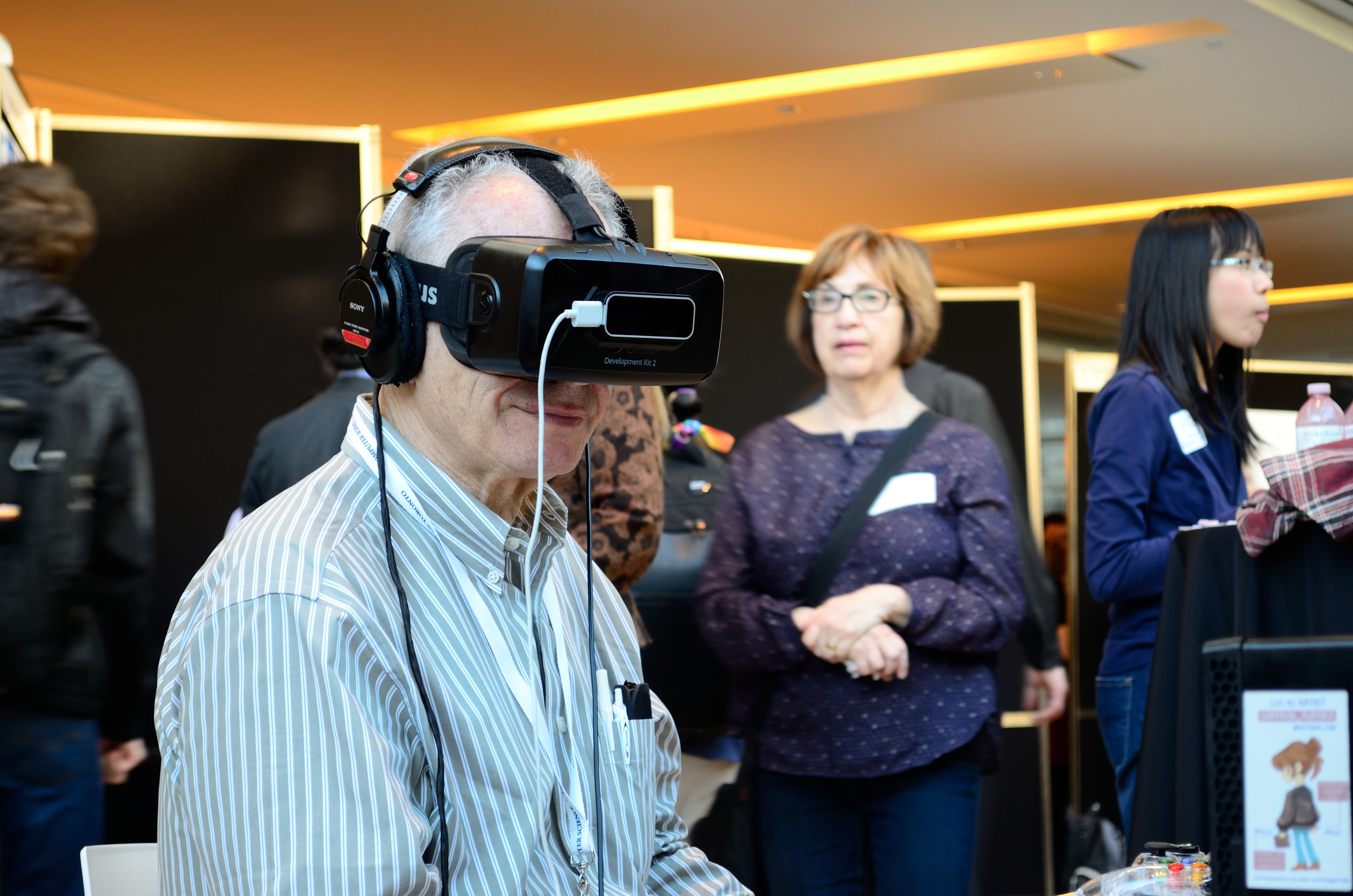
リサーチショーケースにて着用されたOculus Rift DK2 （前面にLeap Motion センサーが取り付けられている）

南カリフォルニア大学クリエイティブ・テクノロジー研究所のヘッドマウントディスプレイデザイナー・パルマー・ラッキーは、世界最大の個人のHMDコレクションを持っていることで評判を得ており、Meant to be Seen（MTBS）のディスカッションフォーラムで長期のモデレーターをしていた。
パルマーは、ゲーマー向けに今の市場のVRヘッドセットよりも高性能で、安価な一連の新しい技術を開発しました。新しい製品を開発するため、ラッキーはOculus VRをScaleformの共同設立者であるブレンダン・イリべ、マイケル・アントノフ、ネイト・ミシェル、アンドルー・スコット・ライスと共に設立した。